# Wolatuszka czarno-biała
Wolatuszka czarno-biała (Pseudochirulus herbertensis) – gatunek ssaka z podrodziny pseudopałanek (Pseudocheirinae) w obrębie rodziny pseudopałankowatych (Pseudocheiridae). Zazwyczaj zamieszkuje lasy deszczowe.

## Taksonomia
Gatunek po raz pierwszy zgodnie z zasadami nazewnictwa binominalnego opisał w 1884 roku norweski zoolog Robert Collett nadając mu nazwę Phalangista herbertensis. Miejsce typowe to około 25 km na zachód od Cardwell (w oryginale opisano jako Herbert Vale), północny Queensland, Australia. Okazy typowe (syntypy) to oprawiona skóra z czaszką i niekompletnym szkieletem dorosłego samca (sygnatura NHMO 684) zebrany w listopadzie 1882 roku przez norweskiego przyrodnika Carla Lumholtza oraz oprawiona skóra wraz z czaszką dorosłej samicy (sygnatura NHMO 685) zebrany w 25 grudnia 1882 roku również przez Carla Lumholtza; oba syntypy pochodzą z kolekcji Naturhistorisk museum, przy Uniwersytecie w Oslo. 
Autorzy Illustrated Checklist of the Mammals of the World uznają ten gatunek za monotypowy. 

### Etymologia
- Pseudochirulus: rodzaj Pseudochirus Ogilby, 1837 (pseudopałanka); łac. przyrostek zdrabniający -ulus[11].
- herbertensis: Herbert Vale (tj. Cardwell), Queensland, Australia[1].

## Zasięg występowania
Wolatuszka czarno-biała występuje w północno-wschodniej Australii, w północnym Queensland od Kurandy na południe do Ingham.

## Wygląd
Długość ciała 30–40 cm, długość ogona 34–47 cm; masa ciała 0,75–1,5 kg. Sierść czarna, z białym brzuchem, piersią i ramionami. Młode są płowe, paskowane na głowie i przedniej części ciała. Długość ogona 29–47 cm.

## Tryb życia
Nocny tryb życia. Aktywność rozpoczynają od wyczyszczenia sobie sierści, następnie zaczynają szukać pożywienia. Dzień spędzają w gniazdach zbudowanych głównie z kory drzewnej. Żywią się głównie liśćmi, zwłaszcza liśćmi rośliny Alphitonia petriei.

## Rozmnażanie
Rozmnażają się 2 razy w roku – wczesną zimą i latem. Samica rodzi 1-3, zazwyczaj 2 młode, którymi opiekuje się przez 3-4 miesiące. Pierwsze tygodnie życia młode spędzają w matczynej torbie, opuszczają ją prawdopodobnie po 70 dniach. Na wolności zwierzęta żyją zazwyczaj ok. 3 lat, najstarszy osobnik w niewoli dożył 6 roku życia.

## Status zagrożenia
W Czerwonej księdze gatunków zagrożonych Międzynarodowej Unii Ochrony Przyrody i Jej Zasobów został zaliczony do kategorii LC (ang. least concern ‘najmniejszej troski’).